# Xarifia fimbriata
Xarifia fimbriata is een eenoogkreeftjessoort uit de familie van de Xarifiidae. De wetenschappelijke naam van de soort is voor het eerst geldig gepubliceerd in 1960 door Humes.